# Pierre Bourdieu
Pierre Félix Bourdieu [pjerr féliks burďjö] (1. srpna 1930 Denguin, Francie – 23. ledna 2002 Paříž) byl francouzský sociolog a antropolog. Věnoval se mj. sociologii vzdělání a kultury.

## Život
Bourdieu pocházel z prosté zemědělské rodiny ve francouzském Baskicku, studoval na gymnáziu v Pau a pak v Paříži. Vystudoval filosofii na École normale supérieure a mezi jeho učiteli byli Gaston Bachelard, Georges Canguilhem a Michel Foucault. Zabýval se dějinami vědy a psal o Leibnizovi a o Hegelovi.
Pak vyučoval krátký čas filosofii v Auvergne a v letech 1955–1957 sloužil jako voják v Alžírsku, kam se roku 1958 vrátil a kde prováděl své první výzkumy mezi berberskými Kabyly. Zároveň přednášel na univerzitě v Algeru. V letech 1960–1961 působil na pařížské Sorbonně jako asistent Raymonda Arona a zároveň přednášel sociologii v Lille. Zabýval se E. Durkheimem, Maxem Weberem, americkými sociology a britskou kulturní antropologií. Všechen volný čas trávil v Alžírsku, o němž jedná i jeho první významná kniha o krizi tamního tradičního zemědělství.
Roku 1962 se oženil a měl s pak s Marie-Claire Brizard tři syny. V roce 1964 přešel na École pratique des hautes études en sciences sociales (EHESS) a téhož roku vyšla jeho práce „Iluze rovných šancí. Sociologie francouzského školství“, která vzbudila velkou pozornost. Roku 1968 založil na EHESS s Aronovou pomocí Středisko evropské sociologie (CSE), kde s pomocí Fernanda Braudela vydával a redigoval časopis Actes de la recherche en sciences sociales.
V roce 1981 byl zvolen profesorem sociologie na Collège de France, nejprestižnější francouzské vzdělávací instituci, a roku 1985 se stal poradcem presidenta Mitterranda pro reformy ve školství. Po celý život se Bourdieu angažoval i veřejně, vyjadřoval se k politickým otázkám a vydal velmi kritické brožury o působení televize a o francouzských akademicích (Homo academicus).
Roku 1993 byl vyznamenán zlatou medailí CNRS, což je nejvyšší francouzské vědecké vyznamenání. Stal se čestným doktorem řady univerzit (Berlín, Berkeley, Frankfurt nad Mohanem, Athény a Joensuu (Finsko)) a roku 2000 obdržel Huxleyovu medaili britského Královského antropologického institutu (RAI).

## Sociologie P. Bourdieu

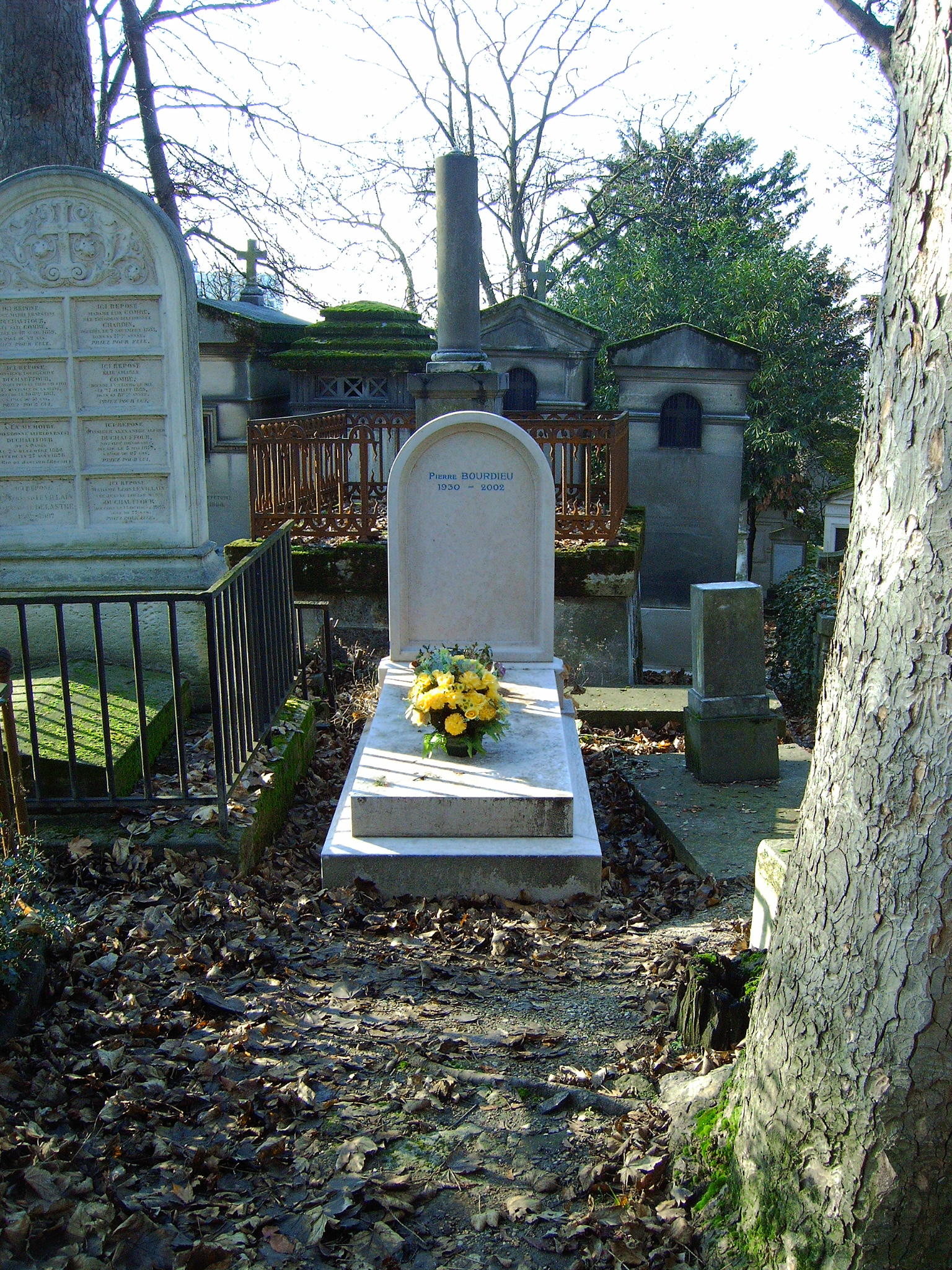
Hrob P. Bourdieuho

Bourdieu patří k proudu tzv. kritické či angažované sociologie, orientoval se silně empiricky, všímal si však zároveň i individuálních lidských osudů a zkušeností. Programově se snažil propojit dosud zdánlivě neslučitelné pohledy sociologie subjektivistické a objektivistické a prostředkovat mezi idealismem a materialismem.
Zavedené sociologické pojmy jako habitus, sociální pole, kapitál a třída originálním způsobem rozvinul a vytvořil novou sociologickou teorii, která se obvykle nazývá „teorie jednání“ či praxe. V kulturní sociologii přirovnává běžné každodenní interakce ke hře. Každý z účastníků disponuje jistými možnostmi, které lze do jisté míry proměňovat jednu ve druhou. Postavení člověka ve společnosti tak lze znázornit na rovinném grafu se dvěma navzájem kolmými osami, na nichž se odečítá ekonomický a symbolický kapitál. Ten tvoří jednak kulturní kapitál, který zahrnuje například kompetence, výmluvnost či vzdělání, jednak sociální kapitál, tvořený styky a známostmi. Do takového grafu lze zanášet nejen postavení jednotlivců, ale také celých tříd a profesí, typická jídla, pivo nebo víno.
Bourdieu se zabýval také symbolickými systémy a zejména symbolickým násilím, a studoval různé strategie, jak se mocné společenské skupiny snaží prosazovat a reprodukovat. Takové soutěže probíhají na různých polích, kde se ovšem vedou také odlišnými prostředky. Prokázal, jak jemné odlišnosti řeči, například přízvuk, výslovnost nebo styl významně ovlivňují možnosti společenského vzestupu, například při hledání lepšího místa. Kritizoval inflaci diplomů ve francouzském školství, která snižuje jejich cenu a vytváří vrstvu trvale nezaměstnaných vysokoškoláků. Podobně varoval před „strukturálním násilím“ neomezené konkurence, která poškozuje už nejen lidi na okraji, ale i běžné zaměstnance. Věnoval se také sociologii fotografie, rolí intelektuálů v soudobém světě a možnostem sociologie ovlivnit průběh a dynamiku sociálních změn v moderní společnosti.

### Distinkce
Pierre Bourdieu se ve svém patrně nejslavnějším díle Distinkce: Sociální kritika posuzovaní vkusu (La Distinction: Critique sociale du jugement, 1979) zabývá sociálním prostorem, životním stylem a vkusem. Na základě těchto konceptů pak poukazuje na působení distinkce ve společnosti.
Bourdieův model odráží francouzskou poválečnou společnost 60. a 70. let 20. století a konstrukci staví na třech kritériích, na jejichž základě řadí jedince na určité místo sociálního prostoru. Kritérii jsou a) objem vlastněného kapitálu (ekonomického, kulturního, sociálního), b) struktura tohoto kapitálu (vzájemný vztah a poměr vlastněných druhů kapitálu), c) sociální životní dráha (stoupavá, klesavá, setrvalá).
Bourdieu vnímá společnost jako sociální prostor. Život ve společnosti (tzv. sociální praxe) pak není v pojetí Bourdieua nic jiného než konkurenční boj o pozice v sociální struktuře, které poskytují moc a vliv. Boj je veden o získání kapitálů (statků) – ekonomického a kulturního, avšak jak Bourdieu upozorňuje, může se zdát, že lidé bojují o moc a statky, ale prapůvodně za tímto bojem stojí touha po uznání, prestiži a reputaci. Nestačí být bohatý, ale skutečným cílem je dosáhnout uznání ostatních, že jsem bohatý, což se děje skrze habitus napomáhající symbolizaci, díky které se ekonomický a kulturní kapitál mění v kapitál symbolický a tím získává svůj sociální význam.
Pojmem ekonomický kapitál Bourdieu rozumí materiální a finanční zdroje, které mají jednotliví lidé k dispozici. Kapitál kulturní je pak podle něj složen ze tří zdrojů: z a) kulturních objektů (knihy, umělecká díla, technické přístroje apod.), b) kulturních kompetencí (kulturní schopnosti, dovednosti a vědění nabyté vzděláním) a c) dokladů o kulturní kompetenci (školní vysvědčení, diplomy a tituly dokládající absolvování určité školy na určitém stupni), které Bourdieu pokládá za nejvýznamnější, neboť potvrzují a vytvářejí statusové postavení ve společnosti. Význam kulturních objektů je nicméně závislý na kulturních kompetencích sociálních aktérů (příkladem je literární dílo, které pro akceptaci významu své hodnoty potřebuje kompetentní čtenáře). V sociálním prostoru se následně vytváří společenské rozdíly mezi lidmi v závislosti na velikosti jejich ekonomického a kulturního kapitálu.
Uvedenou představu Bourdieu ilustruje na grafu (viz obrázek), když říká, že sociální prostor vzniká protnutím dvou os tvořených dvěma zmiňovanými kapitály. Vertikální osa je tvořena celkovým kapitálem, vymezuje tak prostor s vysokým objemem obou kapitálů, kdežto horizontální osa vyjadřuje poměr mezi kapitálem kulturním a ekonomickým, a má tak smysl jen v sektorech A a B. Do sektoru A řadí vysokoškolské a středoškolské profesory, zaměstnance v kultuře, státní zaměstnance, lékaře apod. Do sektoru B řadí velkopodnikatele, co sektoru C střední management či dělníky a do sektoru D řemeslníky, maloobchodníky a zemědělce.

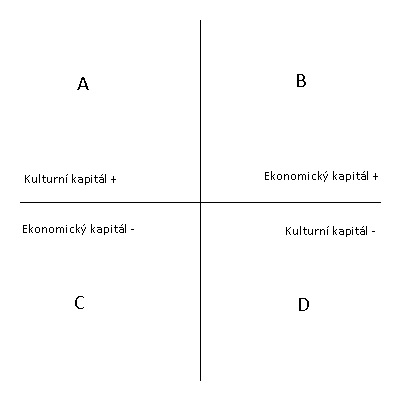
Graf sociálního prostoru

Na základě analýzy francouzské společnosti zkoumající kapitálové dispozice jejích jednotlivých členů dochází Bourdieu k závěru, že je tato společnost rozdělena do tří základních sociálních tříd. Třída vládnoucí se skládá z ekonomické frakce (vládnoucí mocní), u níž převládá ekonomický kapitál, a frakce intelektuální (ovládaní mocní), jenž vlastní především kapitál kulturní. Ačkoliv jsou tedy intelektuálové považováni za ovládané, mají velký vliv jako názoroví vůdci. Třída maloburžoazie je složená z různých skupin rozdílných podle toho, zda je pro ně typický vzestup (stoupavá životní dráha), stabilní pozice (setrvalý stav) či sestup (klesavá životní dráha). Poslední třídou je třída prostého lidu, se kterou ostatní manipulují. Bourdieu následně předpokládá, že se jednotlivé třídy vyznačují distinktivními životními styly.
Bourdieu vidí třídy jako seskupení lidí, kteří se projevují navzájem velmi podobným způsobem právě z toho důvodu, že z hlediska sociálního prostoru žijí blízko sebe, a tudíž mají i podobné habity. Habitus (tedy vnitřní dispozice) a životní styl jsou proto vždy záležitost celé třídy. Habitus poskytuje v mládí naučená schémata jednání a rozhodování, zvyklosti a vkus, které jsou charakteristické pro určitou třídu. Skrze habitus dochází následně i k distinktivnímu pohledu členů jednotlivých tříd na okolní svět a tím k reprodukci a potvrzování třídních nerovností, které jsou podle Bourdieua věčné a neodstranitelné. Členové každé třídy získávají tuto dispozici již v raném dětství v důsledku působení sociálního prostředí, v němž vyrůstají. Na základě této skutečnosti dochází k distinkci jedné třídy od druhé. Bourdieu tuto tezi dokládá na empirickém materiálu, který vypovídá o odlišném způsobu stravování, kultuře, bydlení, konzumu a volnočasových aktivitách různých společenských skupin či tříd. Pro příklad je možné uvést sportovní aktivity, které provozují příslušníci jednotlivých tříd. Vysokoškolští profesoři preferují šachy a horolezectví, podnikatelé golf a tenis, průmyslníci a obchodníci upřednostňují lov s jezdectvím, přičemž dělnické vrstvy dávají přednost fotbalu a rybolovu.
S  distinkcí a životním stylem jednotlivých tříd je spojen i rozdílný vkus. Ten je podle Bourdieu hlavní složkou životního stylu, přičemž je rozlišen opět do tří typů: 1) vkus vládnoucí třídy, 2) střední vkus maloburžoazie a 3) vkus populární. Dle příslušné třídy lze tedy i určit preferovaný vkus jejích členů. Každá společenská třída se proto vyznačuje specifickým vkusem svých členů. Dle Bourdieu proto není vkus osobní preferencí daného člověka, ale je naopak plodem jeho příslušnosti k určité společenské třídě.

## Dílo (výběr)
- Sociologie de l'Algerie, 1958
- Les Héritiers, 1964
- L'amour de l'art, 1966
- La reproduction, 1970
- La Distinction, 1979
- Le Sens pratique, 1980
- Homo academicus, 1984
- La noblesse d'Etat, 1989
- Raison pratique, 1994, (česky Teorie jednání)
- La domination masculine, 1998 (česky Nadvláda mužů)
- Sur la télévision, 1996 (česky O televizi)